# Numa Pompilio Tanzini
Numa Pompilio Tanzini, nato Domenico Tanzini (Pontassieve, 9 febbraio 1801 – Firenze, 30 ottobre 1848), è stato un religioso italiano, insegnò nelle Scuole Pie,  lasciò vari scritti, tra i quali  quelli di  pedagogia, dove si dimostra esperto educatore della gioventù.
Ermenegildo Francolini, autore del libro intitolato  Memorie storiche di San Casciano fiorentino, (Montepulciano, pei tipi di Angiolo Fumi, 1847) dedicò questo suo lavoro a Numa Pompilio Tanzini e scrisse: Memorie di San Casciano in Val di Pesa - raccolte ed ordinate dal professore dott. Ermenegildo Francolini, al chiarissimo letterato P.Numa Pompilio Tanzini delle Scuole Pie – già mio primo istitutore nelle matematiche discipline, ora indefesso professore di filosofia e fisica sperimentale nel collegio di S.Giovanni Evangelista in Firenze - In argomento di stima e di amicizia- O.Q.M..

## Opere
- La sapienza ispirata dalla religione: pitture nella sala degli esperimenti nel collegio delle Scuole pie fiorentine - (Pubblicato per la solenne apertura di detta sala accademica in occasione de' pubblici esperimenti, dati dagli scolari delle Scuole pie di Firenze dal dì 3 settembre 1838 al dì 12 dello stesso mese), Firenze, 1838

- Galleria biblica: ovvero serie di 90 incisioni in acciaio tolte da celebri quadri dei più famosi artisti antichi e moderni con illustrazioni storico-artistiche , Torino: A. Fontana, 1842

- Cenni biografici del pittore Carlo Ernesto Liverati, Firenze, presso Pietro Ducci, 1845.

- Cenni biografici del P.Eusebio Giorgi delle scuole Pie , Firenze coi tipi Calasanziani, 1847